# IBM AIX
AIX este un sistem de operare produs de compania IBM bazat pe UNIX System V. AIX rulează pe 32 de biți sau pe 64 de biți IBM Power sau procesoare PowerPC, ca sistem de fișiere s-a optat pentru JFS2.